# Parafia Przemienienia Pańskiego w Malowej Górze
Parafia Przemienienia Pańskiego w Malowej Górze – parafia rzymskokatolicka w Malowej Górze.
Pierwszy kościół w Malowej Górze zbudowano w 1464. Następny kościół, drewniany, wybudowali w 1782 r. Adam i Elżbieta z Flemmingów Czartoryscy.  W 1897  kościół ten spalił się, a nabożeństwa przeniesiono do dzwonnicy. Ukaz carski z 1900 skasował parafię.
Obecny kościół parafialny murowany, w stylu neogotyckim, został wybudowany w latach 1906-1909, staraniem ks. Aleksandra Fijałkowskiego i parafia przywrócona; następnego roku konsekrowany przez biskupa lubelskiego Franciszka Jaczewskiego. W 1915 kościół zniszczyli bardzo ustępujący z Polski Rosjanie, lecz dzięki staraniom ks. Leona Kalinowskiego świątynia doprowadzona została w 1922 r. do należytego stanu.
Parafia ma księgi metrykalne 1783.
Terytorium parafii obejmuje: Berezówka, Dereczanka, Dobryń Duży, Dobryń-Kolonia, Dobryń Mały, Kijowiec, Kijowiec-Kolonia, Kołczyn, Malowa Góra, Mokrany Nowe, Mokrany Stare, Nowosiółki oraz Olszyn.